# Île Washington (Wisconsin)
Pour l’article homonyme, voir Île Washington (Michigan).
L'île Washington (Washington Island) se trouve à environ 11 km au nord-est de la pointe de la péninsule de Door dans le comté de Door, Wisconsin. 

## Géographie

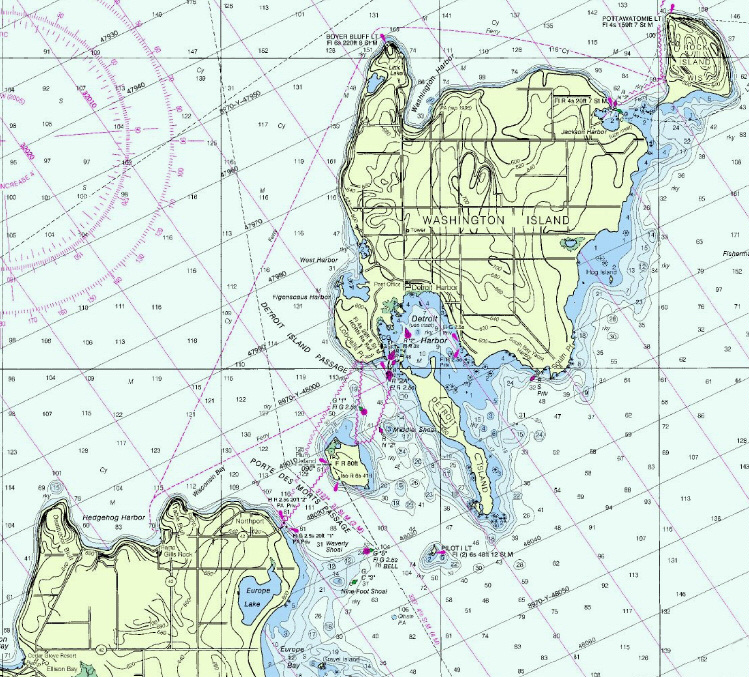
L'île Washington.

L'île a une population de 708 personnes toute l'année selon le recensement de 2010, une superficie de 60,89 km2 et comprend plus de 92 % de la superficie de la ville de Washington Island, ainsi que l'ensemble de sa population. La communauté non constituée de Detroit Harbour est située sur l'île. Elle est la plus grande d'un groupe d'îles comprenant les îles Plum, Detroit, Hog, Pilot, Fish et Rock. Ces îles forment la ville de Washington. La baie de Detroit Harbour se trouve du côté sud de l'île. Une grande partie de l'économie de l'île Washington est fondée sur le tourisme. 
L'île fait environ 8 km de large et 10 km de long. Avec la péninsule de Door, l'île Washington forme un détroit qui relie Green Bay au reste du lac Michigan. Les premiers explorateurs français l'ont nommée la Porte des Morts, donnant ainsi leur nom au comté de Door et à la péninsule de Door.

## Histoire
L'île fait partie d'une série d'îles (qui sont un affleurement de l'escarpement du Niagara) s'étendant à travers l'entrée de Green Bay depuis la péninsule de Door dans le Wisconsin jusqu'à la péninsule de Garden dans le Michigan. Son premier nom connu est « Wassekiganeso », un nom ojibwa qui se traduit par « sa poitrine brille » et fait apparemment référence à la lueur du soleil qui se reflète parfois sur les falaises de calcaire.

## Galerie

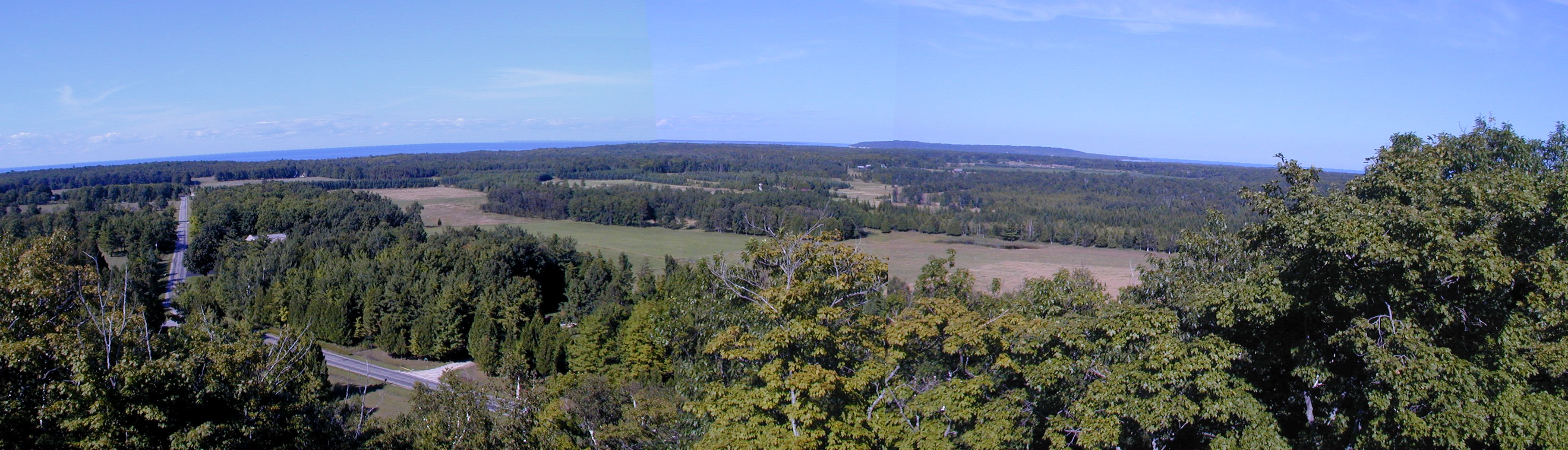
Vue du nord à l'est de la tour de guet près du centre de l'île.

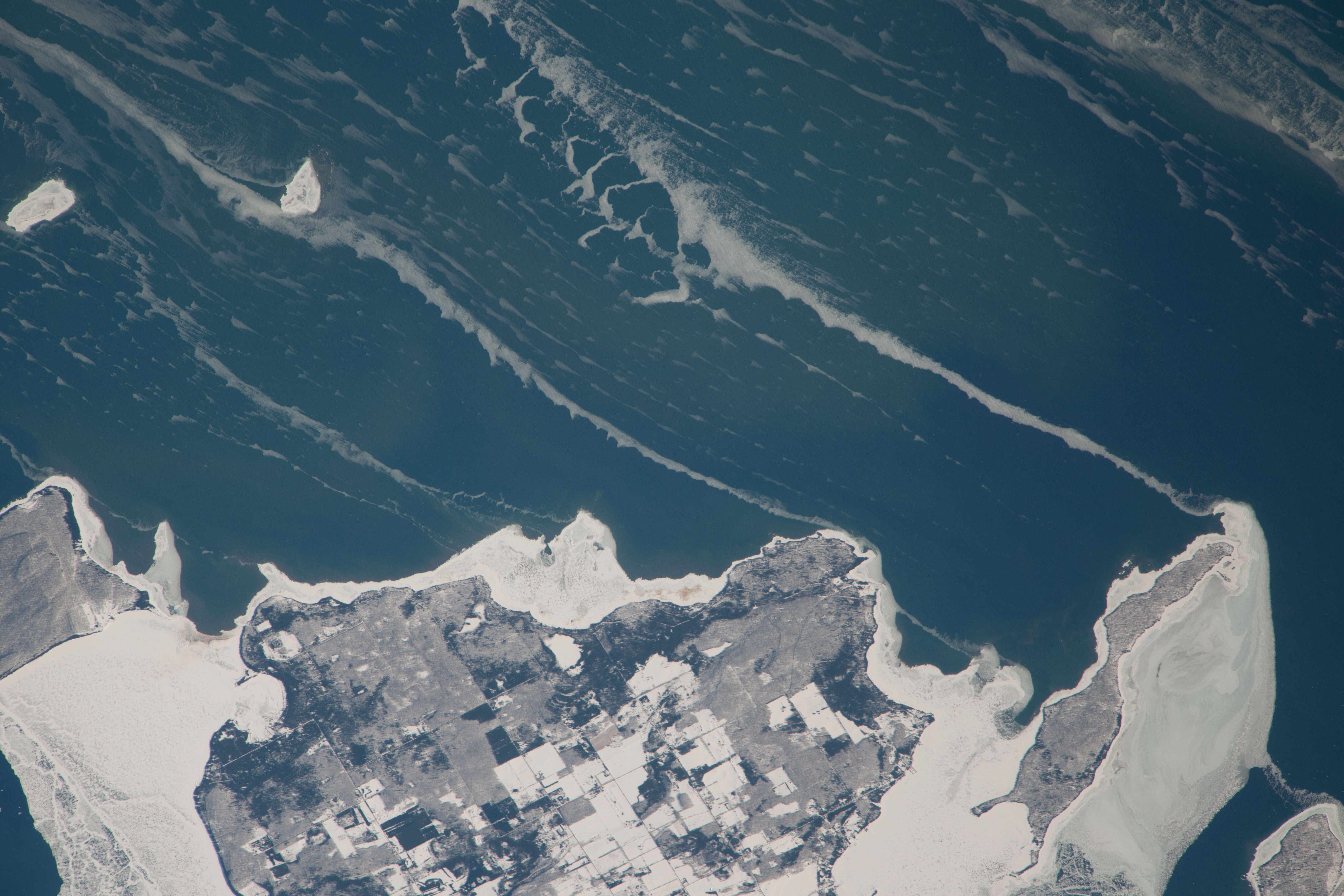
Vue depuis la Station spatiale internationale en février 2014.
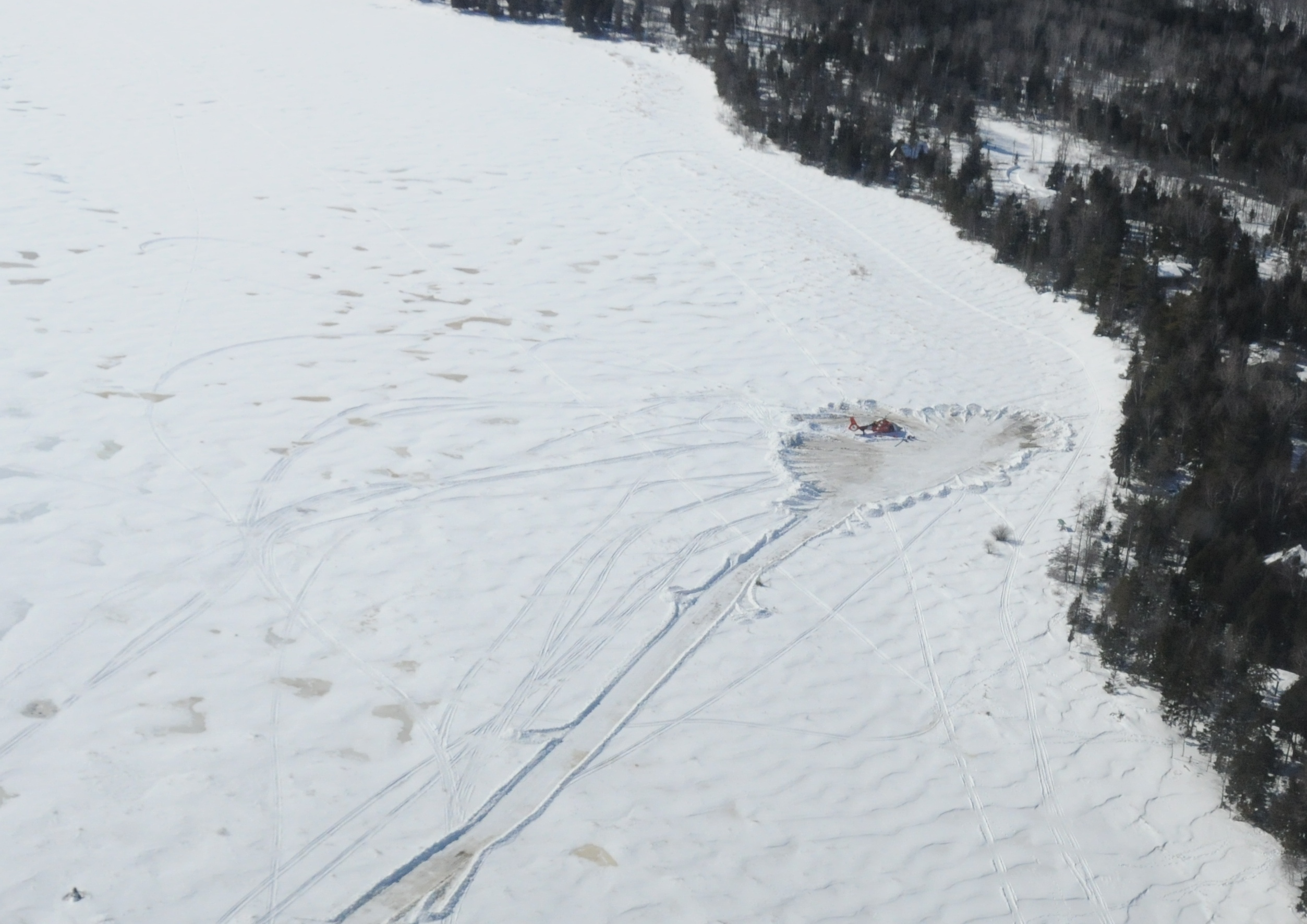
Un hélicoptère de l'US Coast Guard après un atterrissage d'urgence en 2014.
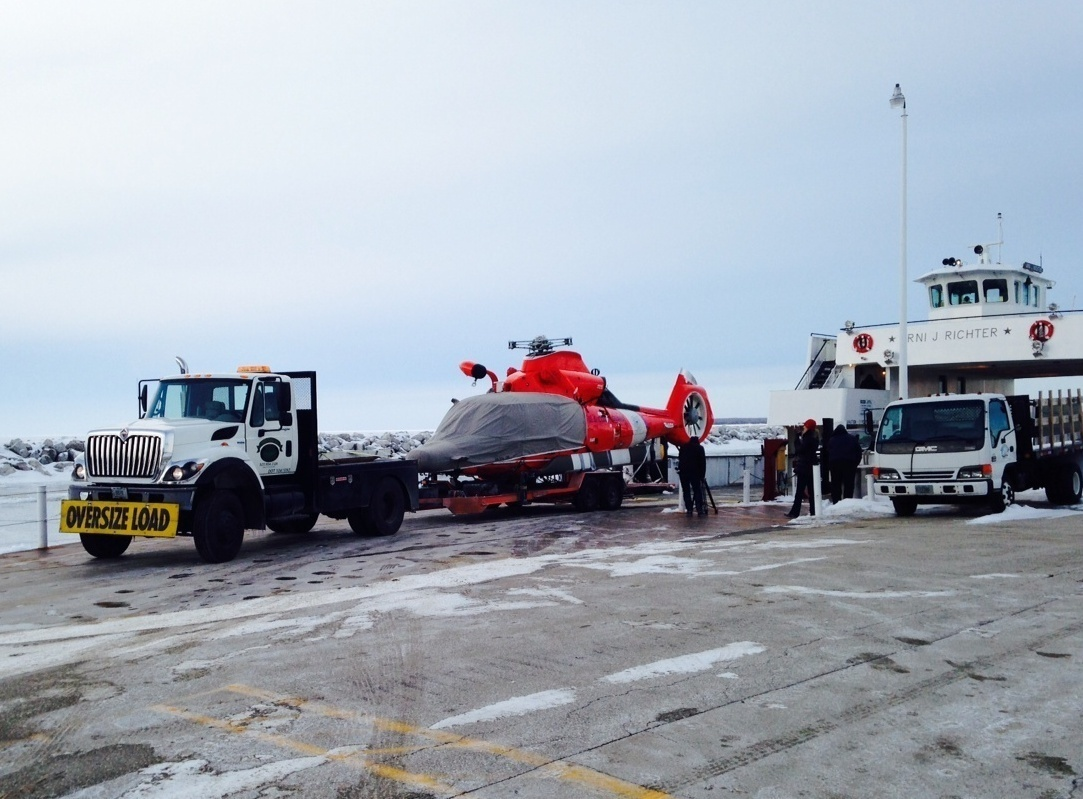
L'hélicoptère chargé sur un camion.
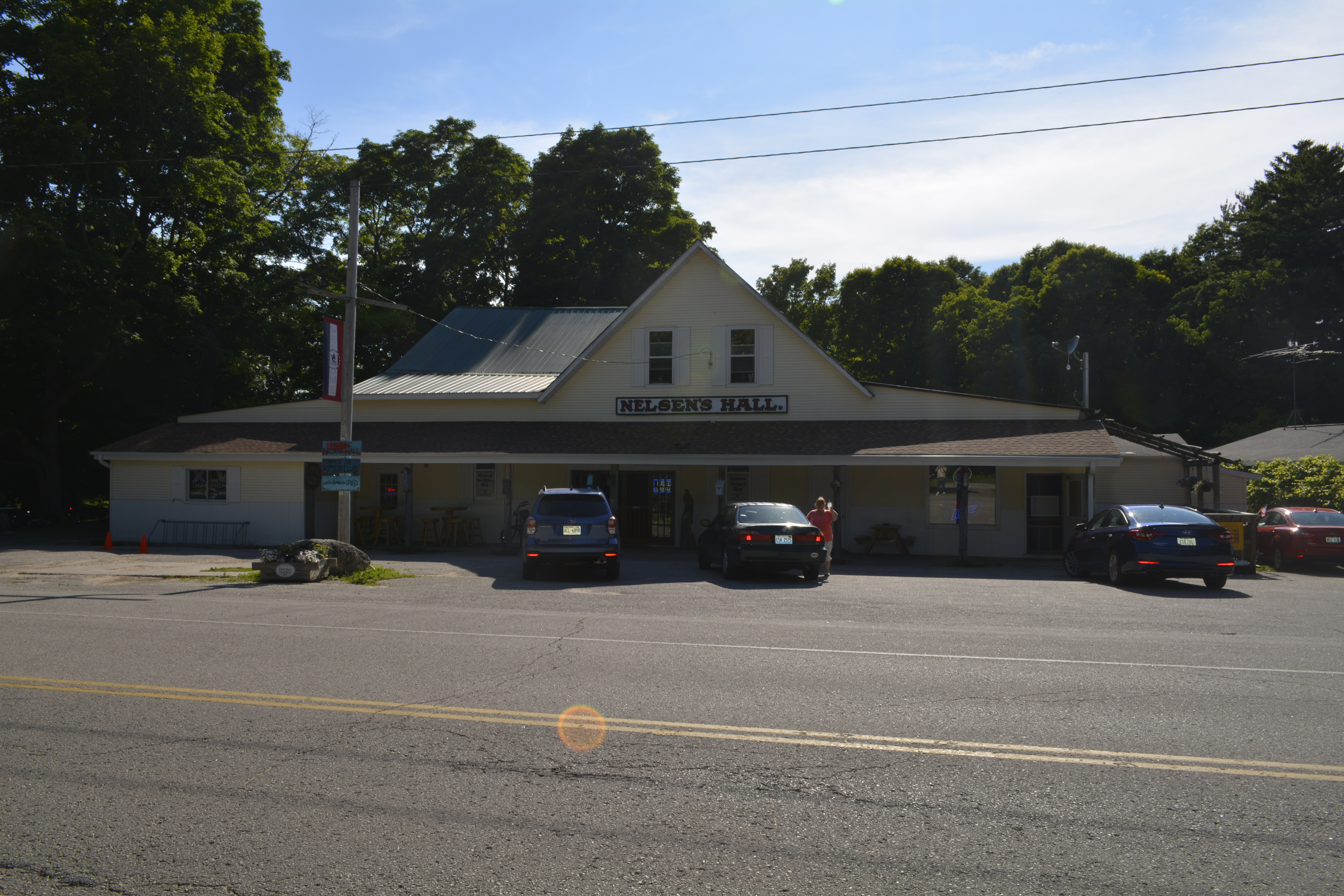
Nelsen's Hall.
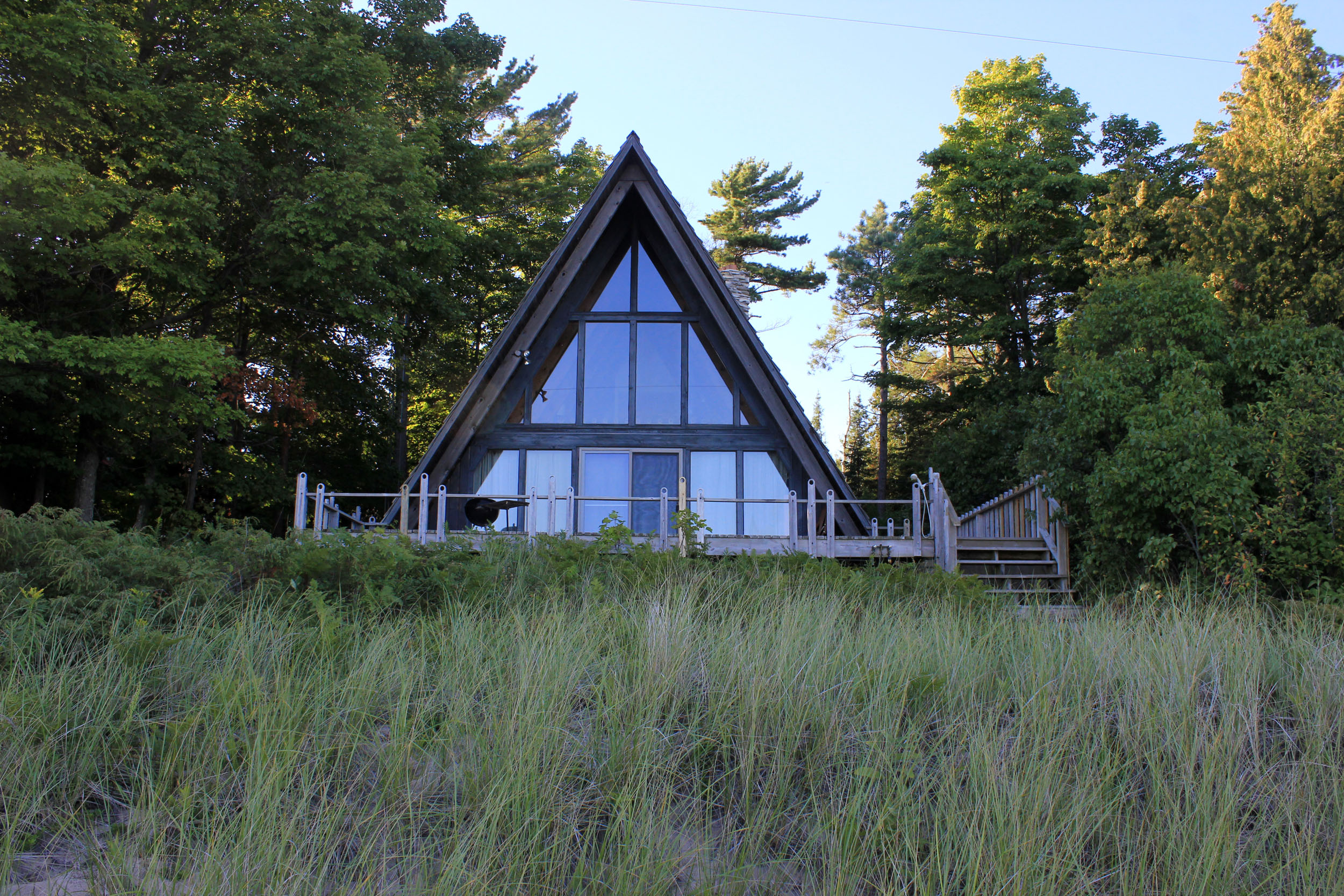
Un bâtiment à Sand Dunes Park.
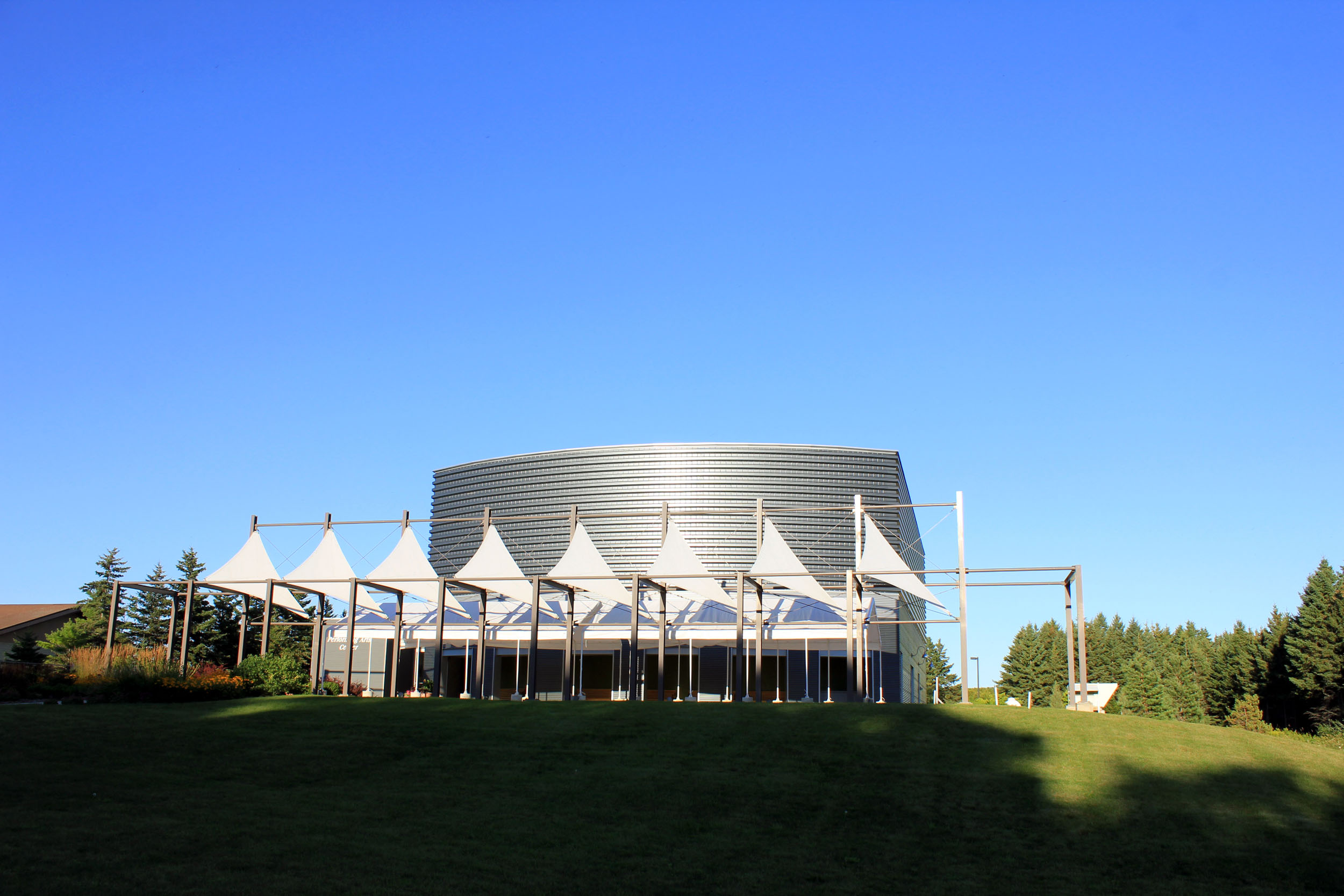
Le « Performing Arts Center ».
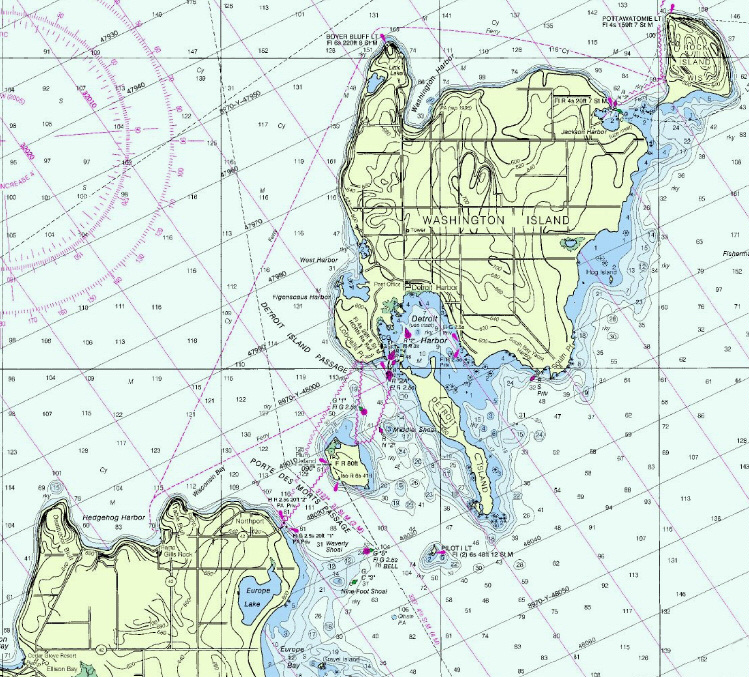
L'île Washington.